# Satyriasis
Als Satyriasis oder Satyromanie (benannt nach den Satyrn der griechischen Mythologie), später Donjuanismus (nach der Figur Don Juans), wurde in der Medizin und Psychologie ein krankhaft gesteigerter männlicher Geschlechtstrieb bezeichnet. Der Ausdruck gilt heute als veraltet.

## Begriffsgeschichte
Mitte des 19. Jahrhunderts ging man davon aus, dass die Übersteigerung sowohl durch eine erbliche Veranlagung als auch unter anderem durch Müßiggang, Masturbation und eine sitzende Lebensweise verursacht werden konnte. Behandlungsvorschläge umfassten neben kalten Bädern, säuerlichen Getränken, schwerer körperlicher Arbeit und der Besinnung auf moralische Werte in schweren Fällen auch die Kastration.
Ende des 19. Jahrhunderts wurde der Begriff des Donjuanismus geprägt, anfangs verwendet als Beschreibung eines psychologischen Typus, der aus Bindungsangst häufig den Sexualpartner wechselt. Ab dem frühen 20. Jahrhundert entstand das dazugehörige Adjektiv „donjuanesk“, das krankhafte Verhalten wurde als „Donjuanismus“ bezeichnet.
Es handelt sich beim Begriff der Satyriasis um das männliche Gegenstück zum ebenfalls nicht mehr klinisch angewandten Begriff der Nymphomanie oder „Mannstollheit“ der Frau, der heute unter der Nummer F52.7 als „Gesteigertes sexuelles Verlangen“ bzw. als Satyriasis (Mann) oder Nymphomanie (Frau) in der Internationalen statistischen Klassifikation der Krankheiten und verwandter Gesundheitsprobleme der Weltgesundheitsorganisation gelistet wird.
Auch der neutralere Begriff Hypersexualität, der mit „Sexsucht“ gleichgesetzt wird, wird heute oft abgelehnt, da eine Quantifizierung von sexuellen Motivationen und sexuellem Empfinden ebenso wenig wie die Anzahl der Partnerwechsel (vgl. Promiskuität) als alleinige Grundlage für eine soziale Norm individuellen Handelns im Bereich der Sexualität herangezogen werden sollte, obwohl sich diese als Indikator für eine eventuelle krankhafte Veränderung der sexuellen Appetenz bewährt haben.